# Echinophthiriidae
Die Echinophthiriidae (von lateinisch echino– ‚Igel-‘ und griech. altgriechisch phtheir ‚Laus‘) sind eine Familie der Echten Tierläuse die bei Robben, eine Art beim Nordamerikanischen Fischotter parasitieren. Sie sind die einzigen parasitierenden Insekten bei aquatisch lebenden Säugetieren.

## Merkmale
Der Körper ist plump. Einzigartiges Merkmal der Echinophthiriidae sind die modifizierten Setae (Borsten). Sie treten als dachziegelartig angeordnete Schuppen auf, die den ganzen Körper überziehen (sie fehlen nur im ersten Nymphenstadium). Darüber hinaus treten dornenartige und haarartige Setae auf. Das erste Beinpaar ist deutlich schwächer als die beiden hinteren, welche dem Festhalten am Wirt dienen. Der Hinterkopf ist verbreitert, Augen fehlen. Ein Haustellum (mittlerer Teil des Mundwerkzeugs) ist vorhanden und von 8 Haken in zwei Reihen umgeben. Die Fühler haben fünf Glieder, von denen das erste einen Dorn aufweist. Stigmen (Tracheenöffnungen) sind beidseits am Mesothorax, Metathorax und am 2. bis 8. Abdominalsegment ausgebildet. Die Tibia trägt einen kurzen kräftigen Fortsatz (Tibialdaumen), ein Prätarsalsklerit ist vorhanden. Die Gonopoden der Weibchen sind lang und mittig verschmolzen.

## Innere Systematik
Die Familie enthält 13 Arten in fünf Gattungen:
- Antarctophthirus
  - Antarctophthirus callorhini, Wirt Nördlicher Seebär
  - Antarctophthirus carlinii, Wirt Weddellrobbe
  - Antarctophthirus lobodontis, Wirt Krabbenfresser
  - Antarctophthirus mawsoni, Wirt Rossrobbe
  - Antarctophthirus microchir, Wirte Australischer Seelöwe, Mähnenrobbe, Stellerscher Seelöwe
  - Antarctophthirus ogmirhini, Wirte Seeleopard, Weddellrobbe
  - Antarctophthirus trichechi, Wirt Walross
- Echinophthirius
  - Echinophthirius horridus, Wirt Hundsrobben
- Latagophthirus
  - Latagophthirus rauschi, Wirt Nordamerikanischer Fischotter
- Lepidophthirus
  - Lepidophthirus macrorhini, Wirt Südlicher See-Elefant
  - Lepidophthirus piriformis, Wirt Mittelmeer-Mönchsrobbe
- Proechinophthirus
  - Proechinophthirus fluctus, Wirte Nördlicher Seebär, Stellerscher Seelöwe
  - Proechinophthirus zumpti, Wirt Südafrikanischer Seebär